# Shannon Larratt
Shannon Larratt (Victoria, 29 de setembro de 1973 – Toronto, 15 de março de 2013) foi o criador e editor do BMEzine, uma revista online que faz uma larga cobertura sobre a Modificação Corporal. Além disso, Shannon publicou livros, incluindo "Modcon: The Secret World Of Extreme Body Modification" ISBN 0973008008.
Ele foi um artista, programador, produtor de filme e empresário canadense.

## Livros
- I Am The Strength Of Art, with portraits by Philip Barbosa. 1999.[carece de fontes?]
- ModCon: The Secret World of Extreme Body Modification, with portraits by Philip Barbosa. 2002 (ISBN 0973008008 )
- Opening Up: Body Modification Interviews 1995-2008. 2008, (ASIN B00262W3XW)[carece de fontes?]